# 東成警察署襲撃事件

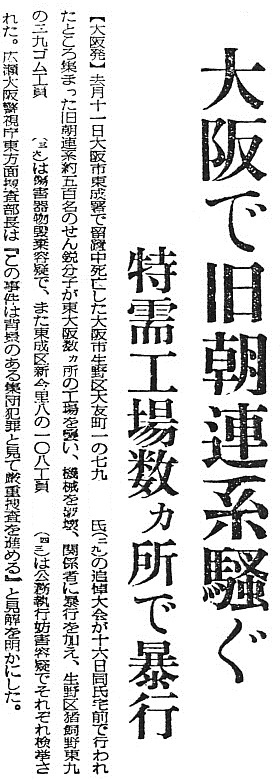
東成警察署襲撃事件を報じた毎日新聞（1951年11月17日付）

東成警察署襲撃事件（ひがしなりけいさつしょしゅうげきじけん）は、1951年（昭和26年）12月1日に、大阪府大阪市東成区で発生した事件。

## 事件の発端
1951年11月10日午後6時頃、大阪市東成警察署の警察官が泥酔している在日朝鮮人男性（安重鎔）を生野区大友町 で発見、保護した。保護後、男性の容態が急変し、治療の甲斐なく午後7時30分死亡が確認された。
司法解剖の結果、死因は肝臓が破裂したことによる多臓器不全であった。彼は泥酔しながら自転車に乗り、誤って転倒した時に身体を強く打ち、動けなくなったところを警察官に保護されたのであった。
翌日、署長は面会に訪れた遺族に、事の次第を詳細に説明したが、朝鮮人は男性の死を警察官のリンチによる殺害と決め付けて、一方的なデマを流し、東成警察署に抗議するようになった。
1951年11月12日午前7時30分ごろ、生活擁護同盟生野支部長ら約30名が署長に面会を求め、署長は代表者6名と面談し、真相を詳細に伝えた 。

## 事件の概要
1951年12月1日午前11時頃、朝鮮人たちは旧御幸森朝鮮人小学校（今の大阪朝鮮第四初級学校）に集まり、東成警察署までデモ行進した。
その後、元御幸森朝鮮人学校に集合し、12時15分ごろ東成警察正門前に到着した。さらに同署の東方道路から約20名、南方道路から20名が殺到し気勢を上げて署内に突入しようとしたので、大阪市警視庁機動隊はそれを阻止した。その際デモ隊は、クロールピクリン酸入りサイダーびん3本、投石や唐辛子を投げつけて抵抗した。この事件で3人が公務執行妨害罪で逮捕された 。
12月16日午後、不法デモをおこない3隊に分かれ、生野区、巽町の工場を襲撃した（親子爆弾事件） 。